# Villafranca di Verona
Villafranca di Verona ist eine Stadt in der Provinz Verona. Sie liegt im Südwesten der Region Venetien, nahe der Grenze zur Lombardei.

## Geographie
Villafranca liegt 20 km südlich von Verona und ist mit 32.928 Einwohnern (Stand 31. Dezember 2023) die zweitgrößte Stadt der Provinz. Sie liegt links an dem zum Tartaro fließenden Tione und besteht aus den Ortsteilen (Frazioni) Alpo, Dossobuono, Pizzoletta, Rizza, Rosegaferro, Quaderni und Caluri.

## Geschichte

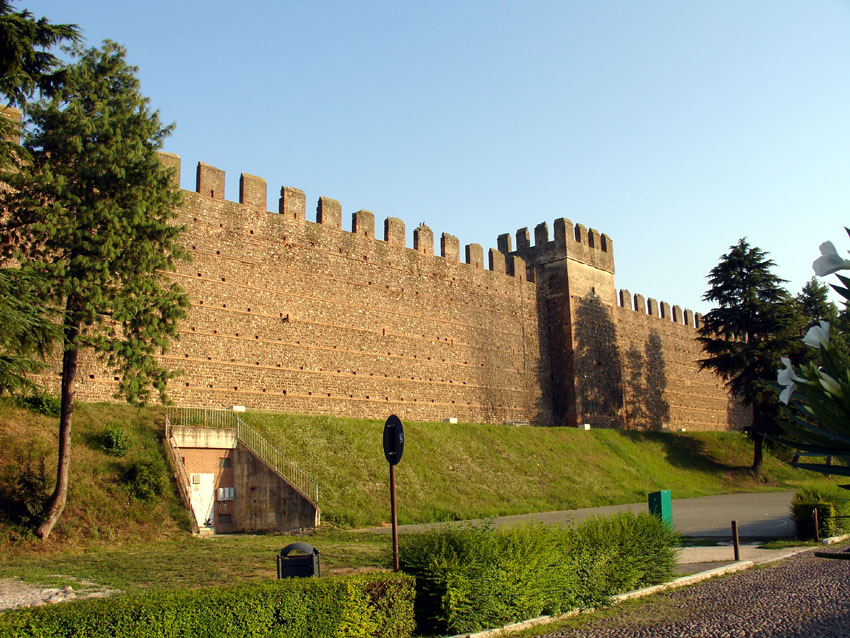
Stadtmauer

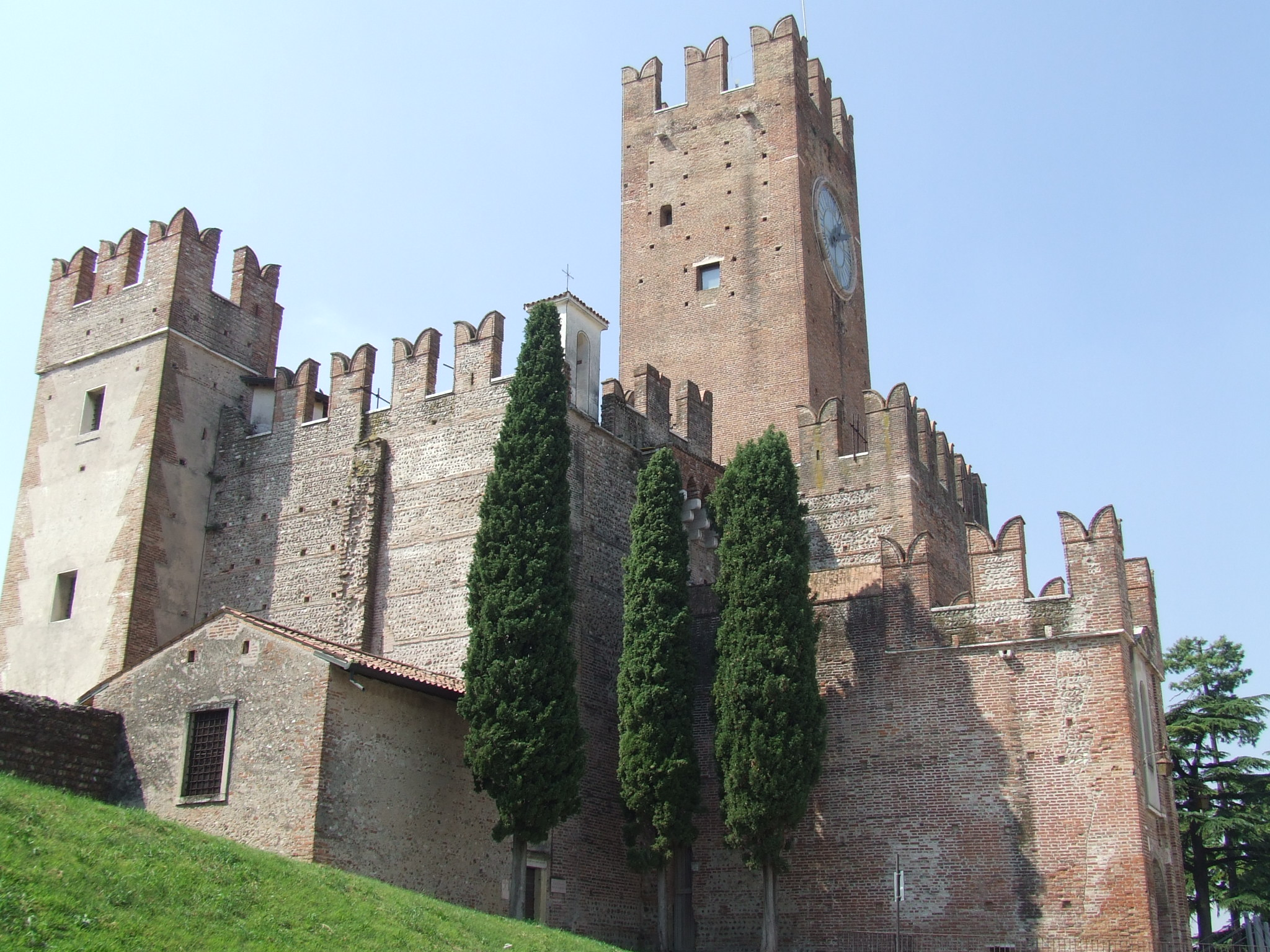
Castello Villafranca

Durch ihre Lage an der Via Postumia war der Ort im Römischen Reich, 15 v. Chr. als römisches Lager gegründet, gut erschlossen.
Am 9. März 1185 wurde Villafranca von der Stadt Verona als Kolonie gegründet und erhielt Steuerfreiheit zugesprochen, was sich im Namen Villafranca (Freistadt) niederschlug. Die Kolonie wurde mit 180 freien Bauernfamilien besiedelt und diente auch defensiven militärischen Zwecken, nämlich zur Verteidigung gegen Mantua. Dafür wurde eine große quadratisch angelegte Stadtmauer mit Türmen und Gräben errichtet. Die Stadt entwickelte sich durch Seidenhandel und Seidenindustrie.
Am 11. Juli 1859 wurde hier der Vorfrieden von Villafranca geschlossen, der den Sardinischen Krieg beendete.
Am 17. September 1943 erschossen Angehörige der Reichs-Grenadier-Division „Hoch- und Deutschmeister“ der Wehrmacht in der Stadt 10 italienische Soldaten, weil diese angeblich eine deutsche Kolonne beschossen hatten.

## Töchter und Söhne der Stadt
- Sante Gaiardoni (1939–2023), Bahnradsportler, Olympiasieger und Weltmeister
- Mario Zenari (* 1946), römisch-katholischer Geistlicher, Diplomat und Kardinal
- Gloria Hooper (* 1992), Sprinterin

## Verkehr
Der Flughafen Verona-Villafranca ist für die Region Gardasee durch seine internationalen Flugverbindungen von Bedeutung.